# Battle: Los Angeles (videojoc)
Battle: Los Angeles és un videojoc de militarisme ciència-ficció basat en la pel·lícula del 2011 del mateix nom, dirigida per Jonathan Liebesman.
Va ser llançat pel Xbox Live Arcade i Windows l'11 de març del 2011, la mateixa data va ser estrenada la pel·lícula. El videojoc va ser llançat el 22 de març del 2011 per la PlayStation Network. Va ser desenvolupat per Saber Interactive a través del seu estudi filial, Live Action Studios.

## Recepció
La versió de Xbox 360 del videojoc va rebre crítiques generalment desfavorables a Metacritic, puntuant un 44 sobre 100 basat 6 crítiques, encara això la puntuació d'usuaris va ser alta, puntuant un 7.7 sobre 10 basat en 6 usuaris.